# Volha Maroz
Volha Maroz –en bielorruso, Вольга Мароз– (21 de abril de 1986) es una deportista bielorrusa que compitió en remo. Ganó una medalla de bronce en el Campeonato Europeo de Remo de 2008, en la prueba de ocho con timonel.

## Palmarés internacional
| Campeonato Europeo | Campeonato Europeo | Campeonato Europeo | Campeonato Europeo |
| Año                | Lugar              | Medalla            | Prueba             |
| ------------------ | ------------------ | ------------------ | ------------------ |
| 2008               | Maratón (Grecia)   | Medalla de bronce  | Ocho con timonel   |